# Dance with Me (Debelah Morgan-dal)
A Dance with Me Debelah Morgan amerikai énekesnő első kislemeze harmadik, Dance with Me című albumáról. 2000. július 18-án jelent meg. Ez Debelah legsikeresebb dala.
A dalt Debelah és testvére, Giloh írták, a Hernando’s Hideaway című tangón alapul, ami Richard Adler és Jerry Ross szerzeménye. A Dance with Me 2000. október 3-án felkerült a top 40-be az amerikai Billboard Hot 100 slágerlistáján, és december 26-án érte el legmagasabb helyezését, a 8. helyet. Számos válogatásalbumra felkerült. Debelah spanyolul is felénekelte a dalt, Baila conmigo címmel.

## Változatok
CD maxi kislemez, kazetta (USA)
1. Dance with Me (Album Version) – 3:42
2. Dance with Me (Soul Central Mix) – 4:10
3. Dance with Me (Boom Boom Remix) – 3:55

CD maxi kislemez (USA, Ausztrália)
1. Dance with Me (Album Version) – 3:42
2. Dance with Me (Soul Central Mix) – 4:10
3. Dance with Me (Boom Boom Remix) – 3:55
4. Dance with Me (JP Radio Mix) – 3:34
5. Dance with Me (Jack & Jill Edit) – 3:44

CD maxi kislemez (USA)
1. Dance with Me (Album Version) – 3:42
2. Dance with Me (JP Club Mix) – 7:46
3. Dance with Me (JP Radio Mix) – 3:34
4. Dance with Me (The Jack and Jill Mix) – 8:01
5. Dance with Me (JP Underground Mix) – 9:39
6. Dance with Me (JP Sound Factory Mix) – 10:43
7. Dance with Me (JP Sound Factory Dub) – 7:51
8. Dance with Me (videóklip)

12" maxi kislemez (USA; promó)
1. Dance with Me (Album Version) – 3:41
2. Dance with Me (Instrumental) – 3:41
3. Dance with Me (A capella) – 3:37

12" maxi kislemez (USA)
1. Dance with Me (Album Version) – 3:42
2. Dance with Me (Soul Central Mix) – 4:10
3. Dance with Me (Boom Boom Remix) – 3:55
4. Dance with Me (A capella) – 3:34
5. Dance with Me (Jack & Jill Edit) – 3:44

12" maxi kislemez (Németország)
1. Dance with Me (Album Version) – 3:42
2. Dance with Me (Soul Central Mix) – 4:10
3. Dance with Me (Boom Boom Remix) – 3:55
4. Dance with Me (Jack & Jill Edit) – 3:44
5. Dance with Me (A capella) – 3:34

12" maxi kislemez (USA; promó)
1. Dance with Me (Album Version) – 3:41
2. Dance with Me (Instrumental) – 3:41
3. Dance with Me (A capella) – 3:37
4. Dance with Me (Boom Boom Mix) – 3:55
5. Dance with Me (Soul Central Mix) – 4:07
6. Dance with Me (Soul Central – Instrumental) – 4:07

12" maxi kislemez (USA; promó)
1. Dance with Me (Album Version) – 3:42
2. Dance with Me (Instrumental) – 3:40
3. Dance with Me (Soul Central Mix) – 4:07
4. Dance with Me (A capella) – 3:37
5. Dance with Me (Boom Boom Mix) – 3:55
6. Dance with Me (JP Radio Mix) – 3:34
7. Dance with Me (Jill & Jack Mix) – 3:44

2×12" maxi kislemez (USA; promó)
1. Dance with Me (JP Club Mix) – 7:46
2. Dance with Me (JP Radio Mix) – 3:24
3. Dance with Me (Jill & Jack Mix) – 8:01
4. Dance with Me (JP Underground Mix) – 9:39
5. Dance with Me (JP Sound Factory Mix) – 10:43
6. Dance with Me (JP Sound Factory Dub) – 7:51

2×12" maxi kislemez (USA; promó)
1. Dance with Me (JP Club Mix) – 7:46
2. Dance with Me (JP Radio Mix) – 3:24
3. Dance with Me (Jack & Jill Mix) – 8:01
4. Dance with Me (JP Underground Mix) – 9:39
5. Dance with Me (JP Sound Factory Mix) – 10:43
6. Dance with Me (JP Sound Factory Dub) – 7:51

## Helyezések
| Slágerlista (2000)                  | Legmagasabb helyezés |
| ----------------------------------- | -------------------- |
| USA Billboard Hot 100               | 8                    |
| USA Billboard Hot R&B/Hip-Hop Songs | 27                   |
| USA Billboard Dance Songs           | 4                    |
| Brit Top 75                         | 10                   |